# Tracy Caulkins
Tracy Anne Stockwell (nacida Caulkins; Winona, Estados Unidos, 11 de enero de 1963) es una exnadadora estadounidense especializada en pruebas de cuatro estilos, donde consiguió ser campeona olímpica en 1984 en los 200, 400 y 4 x 100 metros estilos.

## Carrera deportiva
En los Juegos Olímpicos de Los Ángeles 1984 ganó tres medallas de oro, siempre en prueba de cuatro estilos: en 200 metros —con un tiempo de 2:12.64 segundos que fue récord olímpico, por delante de su compatriota Nancy Hogshead y la australiana Michelle Pearson—, en los 400 metros —con un tiempo de 4:39.24 segundos, por delante de la australiana Suzanne Landells y la alemana Petra Zindler— y en los relevos de 4 x 100 metros, con un tiempo de 4:08.34 segundos, por delante de Alemania Occidental y Canadá (bronce).